# 物質主義
物質主義（ぶっしつしゅぎ、英: materialism、独: Materialismus）とは、物質的・即物的なものごとを、他のものごとよりも優先させる態度のこと。唯物論とも言う。ここで言う「物質」とは比喩的な表現であり、人により解釈の幅があるが、おおむね「衣食住」のことや、いわゆる"経済的"なこと、すなわち「財貨」・「金銭」・「物品」の獲得・所有・占有・使用などのことを指していることが多い。特にこの場合は経済的物質主義（英: economic materialism）、物質中心主義とも言う。
広くは、人生で遭遇する様々な貴重な体験・経験を、自身の学びや気づきの機会として充分に活かすこともなく、経済的な側面だけから一面的に評価しただけで全て終わらせてしまったり、経済的な側面だけ見て一喜一憂する態度も、この名称で指されることもある。
物質主義の態度・傾向のある者を「物質主義者」と呼ぶ。

## 西洋思想の中での物質主義
物質万能主義と捉えられることがある。アメリカでの調査では、ベビー・ブーマー世代以降、金やイメージ、名声などに価値を置く傾向が強まっているという結果が出ている。
materialismという用語から、西洋では原料主義と考えられることも多い。

### 聖書における物質主義観
西洋の優勢な宗教であるキリスト教の聖書において、物質主義は聖書の説く神の教えと対峙するものとして、教えられている。
新約聖書においても、物質主義に、おぼれることについて、イエスによる明らかな警告が、多く含まれている。
物質を宝とする場合、物質と対比される目に見えないもの・・・精神、心、人情、愛、といったものに対しては、鈍く反応することとなる。
物質主義のもたらす弊害について、聖書には、いくつかの角度から、記載がある。
物質をもたない（金持ちでない）者のもつ、金を持つ者へのねたみ、憎しみ。そしてこの世において、悪を行っているにもかかわらず、金を持ち、成功している者がいることに対する激しい怒りがある。

### 近代以降の知識人による物質主義の捉え方
アレクシス・ド・トクヴィルは、1830年代のアメリカ合衆国について、ヨーロッパの旧世界と対比しつつ、「この国（=アメリカ合衆国）ほど金銭欲が人の心に大きな場所を占めている場所は無い」、と指摘した。また、アメリカ人が高等教育まで進む場合、「金になる特別の対象にしか向かわない。仕事で儲けるのと同じ態度で学問を研究し、しかもすぐ役に立つことが分かる応用しか学問に求めない。」と指摘し、合衆国に蔓延している物質主義を否定的なニュアンスで記述した。（De la démocratie,1835　松本礼二訳『アメリカのデモクラシー』 第一巻　3章　2005年）

## 仏教における物質主義の位置づけ
鎌倉時代の僧、日蓮（1222 - 1282）は次のように述べた。